# Château de la Cour (Contigny)
Pour les articles homonymes, voir Château de la Cour.
Le château de la Cour est un château situé à Contigny, dans l'Allier.

## Localisation
Le château de la Cour est situé sur la commune de Contigny, dans le département de l'Allier, en région d'Auvergne-Rhône-Alpes. Il est situé contre la colline de Billonière, et est séparé au sud-ouest du bourg de Contigny.

## Description
Le château, entouré d'un grand parc, est constitué d'un corps de logis rectangulaire à un étage couvert d'un toit d'ardoise ; il est flanqué de courtes ailes en retour, entre lesquelles s'étend au rez de chaussée une galerie surmontée d'une terrasse bordée de balustres. Un étroit pavillon en légère saillie occupe le centre de la façade ; il est surmonté d'un fronton triangulaire brisé où figurent les armes des Imbert de Ballore, propriétaires à l'époque de la construction du château actuel. Le corps de logis est complété, dans l'alignement à droite, d'un bâtiment à toit brisé. Dans le vaste parc boisé s'élève également une chapelle castrale, de style néorenaissance. Les puits artésiens qui existent encore près des dépendances ont été les premiers à être forés en Bourbonnais. Le château possède dans ses communs une orangerie.
Le nouvel ensemble élevé au XVIIIe siècle a été complété au XIXe siècle par la galerie en façade.

## Historique
Aujourd'hui, il ne subsiste plus aucune trace du château originel datant du Moyen Âge. Le château actuel a été construit en remplacement de l'ancien, sans rien en laisser. Ce premier château se composait d'un vaste corps de logis, flanqué de deux pavillons et entouré de fossés surmontés d'un pont-levis. Doté d'un étage et de deux ailes de chaque côté du bâtiment formant une cour régulière, le château possédait dans son aile gauche une chapelle, construite en 1649.
Cet ancien fief de la Cour fut successivement la propriété de Renault de La Cour initialement, puis de Jean de Bos, frère de Saint-Jean-de-Jérusalem, des Nory, des Popillon, du comte de Nancy, et en 1649, de François de la Croix. Il changea plusieurs fois de main avant d'être acquis en 1714 par Pierre Imbert de Ballore. C'est dans la seconde moitié du XVIIIe siècle que les Ballore firent construire l'édifice actuel sur l'emplacement du château féodal[réf. souhaitée].
Lors de la Révolution, Jacques Imbert de Ballore, propriétaire du château, fut condamné à mort et guillotiné. Anne Heulhard, sa veuve, demanda la levée du séquestre des biens de son mari, et réussit à l'obtenir quelques jours plus tard : l'entièreté du château, ainsi que la moitié des biens, étaient laissés à la veuve et à ses enfants ; le reste des possessions de la famille devinrent biens nationaux, comme indiqué dans une lettre du commissaire du gouvernement chargé de gérer les biens des Ballore : « Occupé de faire le recolement des meubles et effets séquestrés sur le guillotiné Ballore, il s'est trouvé deux chasubles, six chandeliers de cuivre, que je n'ai pas mis au nombre des effets qui doivent être vendus. Je vous les envoie pour faire destination utile à la République. », 5 germinal an III (25 mars 1795).
Actuellement, le château appartient à une famille privée et ne se visite pas ; il est cependant toujours visible, ainsi que ses dépendances.